# Kids’ Choice Awards (2010)
23-я ежегодная премия Nickelodeon Kids’ Choice Awards 2011 (Никелодеон Кидс Чойс Эвордс 2011) премия проводилась 27 марта 2010 в Университете Южной Калифорнии, Galen Center и Парка университета южной Калифорнии. Ведущим был Кевин Джеймс. Церемония длилась 90 минут, и на сайте Kids’ Choice Awards был таймер, который показывал сколько осталось дней, часов, минут и секунд до начала вручения.

## Номинанты и исполнители, и трюки для KCA 2011

### Ведущие
- Кевин Джеймс

### Люди, вручавшие награды
| - Майк Шинода - Стив Карелл - Джон Сина - Big Time Rush - Джеки Чан - Лили Коллинз - Миранда Косгроув - Розарио Доусон - Роберт Дауни-младший - Тина Фей - Фред Фигглхорн - Джона Хилл - Виктория Джастис - Нейтан Кресс - Джордж Лопес | - Дженнет Маккарди - Лиа Мишель - Кики Палмер - Кори Монтейт - Дев Патель - Никола Энн Пельтц - Джексон Рэтбоун - Katy Perry - Крис Рок - Зои Салдана - Джейден Смит - Дэвид Спейд - Джерри Трейнор - Шон Уайт |

### Исполнители
- Джастин Бибер — «Baby»
- Rihanna — «Don't Stop the Music», «Rude Boy», «Hard»

### Исполнители до церемонии
- Миранда Косгроув - Kissin U (Pre-Show)

### Диктор
- Томас Кенни

### Специальные гости
- Адам Сэндлер

### Выступления героевNicktoons
Сначала идет фильм а потом герой который появился в шоу
- Пингвины из Мадагаскара - Пингвины
- Волшебные родители - Пуф и Фуп
- Фанбой и Чам-Чам - Фанбой и Чам-Чам

## Номинации

### Телевидение
| - Дайте Санни шанс - АйКарли (Победитель 2 раз подряд) - Всё тип-топ, или Жизнь на борту - Волшебники из Вэйверли Плэйс - Ник Джонас из Jonas - Джо Джонас из Jonas - Коул Спроус из Всё тип-топ, или Жизнь на борту - Дилан Спроус из Всё тип-топ, или Жизнь на борту (Победитель 2 раз подряд) - Миранда Косгроув из АйКарли - '''Селена Гомес из Волшебники из Вэйверли Плэйс'' (Победитель 2 раз подряд) - Кики Палмер из Тру Джексон - Майли Сайрус из Ханна Монтана | - American Idol - Are You Smarter Than a 5th Grader? - So You Think You Can Dance - Wipeout (Победитель) - Пингвины из Мадагаскара - Финес и Ферб - Симпсоны - Губка Боб Квадратные Штаны (Победитель 2 раз подряд) |

### Фильм
| - Элвин и бурундуки 2 (Победитель) - Сумерки. Сага. Новолуние - Люди Икс: Начало. Росомаха - Трансформеры: Месть падших - Шайа Лабаф из Трансформеры: Месть падших - Тейлор Лотнер из Сумерки. Сага. Новолуние (Победитель) - Зак Эфрон из Папе снова 17 - Тайлер Перри из Мэдея в тюрьме - Сандра Буллок из Невидимая сторона - Майли Сайрус из Ханна Монтана: Кино (Победитель) - Меган Фокс из Трансформеры: Месть падших - Зои Салдана из Аватар | - Рождественская история - Монстры против пришельцев - Вверх - Ледниковый период 3: Эра динозавров - Джим Керри озвучивает героя из фильма Рождественская история (Победитель) - Сет Роген озвучивает героя из фильма Монстры против пришельцев - Рэй Романо озвучивает героя из фильма Ледниковый период 3: Эра динозавров - Риз Уизерспун озвучивает героя из фильма Монстры против пришельцев |

### Музыка
| - Jay-Z (Победитель) - Ne-Yo - Шон Кингстон - Марио - Майли Сайрус - Бейонсе - Lady Gaga - Тейлор Свифт (Победитель) | - Coldplay - The Black Eyed Peas (Победитель 2 раз подряд) - Linkin Park - Jonas Brothers - "«I Gotta Feeling»" исполняет The Black Eyed Peas - "Party in the U.S.A." исполняет Майли Сайрус - "Paparazzi" исполняет Lady Gaga - "You Belong with Me" исполняет Тейлор Свифт (Победитель) |

### Спорт
| - Коби Брайант - Леброн Джеймс - Райан Шеклер (Победитель) - Шон Уайт | - Мисти Мэй-Трейнор (Победитель) - Даника Патрик - Серена Уильямс - Винус Уильямс |

### Другие номинации
| - Джейкоб и Белла играют Тейлор Лотнер и Кристен Стюарт (Победитель) - Эдвард и Белла играют Роберт Паттинсон и Кристен Стюарт - Джейк и Нейтири играют Сэм Уортингтон и Зои Салдана - Президент Барак Обама и первая леди Мишель Обама - Дневник слабака (Победитель) - Сумерки - Дневники вампира - Где тротуар заканчивается - New Super Mario Bros. Wii (Победитель) - The Legend of Zelda: Spirit Tracks - Wii Sports Resort - Wii Fit |

### Специальные номинации

#### Большая помощь
- Мишель Обама

#### Лучший танец с героями анимации
- Ноа Манк, Мэтт Шивли и Фанбой и Чам-Чам

## События в шоу

### Трюки с слизью
- Аполо Антон Оно катапультировался в бассейн со слизью.